# John Julius Wurdack
John Julius Wurdack, född den 28 april 1921, död den 13 maj 1998, var en amerikansk botaniker.
Wurdack arbetade som biträdande kurator vid New York Botanical Garden och från 1960 vid avdelningen för fröväxter vid National Museum of Natural History. Han forskade i norra Sydamerikas, framförallt Venezuelas, flora.
Auktorsnamnet Wurdack kan användas för John Julius Wurdack i samband med ett vetenskapligt namn inom botaniken; se Wikipediaartiklar som länkar till auktorsnamnet.